# Jaromir Dziel
Jaromir Wincenty Dziel (ur. 21 stycznia 1961 w Gnieźnie) – polski lekarz i samorządowiec, prezydent Gniezna w latach 2002–2006.

## Życiorys
W 1985 ukończył studia na Wydziale Lekarskim Akademii Medycznej w Poznaniu, specjalizował się w zakresie anestezjologii. Pracował w gnieźnieńskim Zespole Opieki Zdrowotnej, m.in. jako kierownik pogotowia ratunkowego. Po ukończeniu studium podyplomowego w dziedzinie zarządzania zakładami opieki zdrowotnej (2000) kierował Niepublicznym Zakładem Opieki Zdrowotnej w Gnieźnie.
W 2002 został wybrany na urząd prezydenta Gniezna z ramienia lokalnego komitetu wyborczego. W 2006 bez powodzenia ubiegał się o reelekcję (jako kandydat Platformy Obywatelskiej). Uzyskał jednocześnie mandat radnego rady miejskiej, który utrzymał również w 2010.
Powrócił do wykonywania zawodu lekarza jako ordynator oddziału intensywnej terapii gnieźnieńskiego szpitala. W 2018 został wybrany na radnego powiatu gnieźnieńskiego.
Jest szachistą, sukcesy odnosił w grze korespondencyjnej (jest m.in. trzykrotnym medalistą drużynowych mistrzostw Polski). Uzyskał tytuł kandydata na mistrza krajowego w grze korespondencyjnej.